# Кореневий тиск
Кореневий тиск — осмотичний тиск в клітинах кореневої системи, який змушує сік переміщуватися по стеблу рослини на листя.

## Загальні відомості
Кореневий тиск виникає в ксилемі деяких судинних рослин, коли рівень вологості ґрунту високий чи в нічний час або коли транспірація низька протягом дня. Коли транспірація висока, сік у ксилемі, як правило, під натягом, а не під тиском, завдяки тязі транспірації. У нічний час в деяких рослинах, кореневий тиск викликає гутацію або ексудацію крапель ксилемного соку з кінчиків або країв листя. Кореневий тиск вивчається шляхом видалення паростка рослини поблизу рівня ґрунту. Ксилемний сік буде виділятися з розрізу стовбура протягом декількох годин або днів через кореневий тиск. Якщо під'єднати манометр до розрізу стовбура, можна виміряти кореневий тиск.
Кореневий тиск обумовлений активним розподілом іонів мінеральних поживних в кореневій ксилемі. Без транспірації, щоб піднімати йони вгору стеблом, вони накопичуються в кореневій ксилемі і знижують потенціал води. Потім вода дифундує із ґрунту в кореневій ксилеми за рахунок осмосу. Кореневий тиск спричинений цим накопиченням води в ксилемі, яка тисне на жорсткі оболонки клітин. Кореневий тиск забезпечує зусилля, яке виштовхує воду до стебла, але цього недостатньо, щоб пояснити рух води до листя у верхній частині високих дерев. Максимальний тиск, виміряний в корні деяких рослин, може підняти воду тільки до приблизно 7 метрів, а найвищі дерева сягають понад 100 метрів у висоту.

## Роль ендодерми
Ендодерма в корені має важливе значення в виникнення Кореневий тиску. Ендодерма - це одиничний шар клітин між корою і перициклом. Ці клітини дозволяють воді рухатися до тих пір, поки вона не досягне шару Caspariany, яка складається з суберину, водонепроникної речовини. Шар Caspariany запобігає пасивному руху мінеральних йонів поживних речовин через ентодермаль клітинних стінок. Вода і йони рухаються в цих клітинних стінках за допомогою апопласта.
Йони поза ендодермою повинні активно транспортуватися поперек мембрани клітин ендодерми, щоб увійти або вийти з неї. Опинившись всередині ендодерми, йони знаходяться в симпласті. Вони не можуть дифундувати назад знову, але можуть переміщуватися з клітини у клітину через плазмодесмат або активно транспортуватися в ксилемі. Після перебування в судинах ксилеми або трахеї, йони знову опиняються на шляху до апопласту.
Ксилема судин і трахеїд транспортує воду вгору до рослини, минаючи клітинні мембрани. Смуги Casparian заміняють клітинні мембрани і запобігають накопиченню йонів та їх пасивного дифузіювання до апопласту протягом шляху з ендодерми. Йони, що акумулюються всередині ендодерми в ксилемі створюють потенційний градієнт води і осмос, завдяки чому вода дифундує з вологого ґрунту, по всій корі, через ендодерму і ксилему.

## Значення
Кореневий тиск може транспортувати воду і розчинені мінеральні поживні речовини з кореня через ксилему до вершин відносно невисоких рослин, коли транспірація низька або відсутня. Максимальний тиск, який був виміряний у корені, становить близько 0,6 МПа, але деякі види ніколи не створюють ніякого кореневого тиску. Основний внесок у рух води та мінеральних поживних речовин вгору по судинах рослин вносить транспіраційна тяга. Проте, соняшник, який ріс в 100% відносної вологості, розвивався нормально і накопичував однакову кількість мінеральних поживних речовин, як рослини при нормальної вологості повітря, які мав швидкість транспірації від 10 до 15 разів більше, ніж у рослини при 100% вологості.[1] Таким чином, транспірація не може бути настільки ж важливим чинником у підйомі мінеральних поживних речовин у відносно низьких рослинах, як часто вважається. Ксилема судин іноді порожня протягом зими. Кореневий тиск може мати важливе значення у поновленні у судинах ксилеми.[2] Однак, у деяких видів судин поповнюються й без кореневого тиску.
Кореневий тиск часто з підвищується у деяких листяних порід дерев, перш ніж вони скинуть листя. Випаровування мінімізується без листя, і органічні розчинені речовини таким чином зменшують потенціал ксилеми у воді. Цукровий клен накопичує високі концентрації цукрів в ксилемі ранньою весною, яка є джерелом кленового сиропу. Деякі дерева "просочуватися" ксилемним соком рясно, коли їх стебла обрізають в кінці зими або ранньою весною, наприклад, клен і в'яз. Таке витікання соку спричинена на кореневим тиском тільки цукру, а не йонів, може знизити потенціал ксилеми води. В унікальному випадку клена, витікання соку викликано зміною тиску у стовбурі, а не кореневим тиском.